# International Six-Speed
International Harvester Six-Speed Special var en amerikansk lastbil.
Six-Speed Special-lastbilen konstruerades och tillverkades av International Harvester Company, lanserades på marknaden 1928 och var fabrikens första lastbil som var försedd med två backväxlar. Den var specialkonstruerad för att kunna användas vid terrängkörning och inom jordbruket.
För att öka lastbilens popularitet bland köparna fick fabriken Sir Charles Markham och Fredrik von Blixen-Finecke att genomföra en 4 828 kilometer lång färd genom Saharaöknen 1928 med en fyrhjulsdriven Six-Speed.
Lastbilen hade täckt hytt med oglasade fönster för att ökenluften skulle kunna cirkulera fritt. Om man råkade ut för sandstormar kunde man täcka öppningarna med skivor som hindrade sanden att tränga in i kupén. På karossen var flera reservdäck fästade under färden. Trots de extrema temperaturer som rådde under färden klarade lastbilen färden genom öknen problemfritt.
Lastbilen drevs av en bensinmotor och den utrustades med en växellåda med sex växlar framåt och två bakåt. Lastkapaciteten var 5 000 kilogram.
I standardutförande kunde den förses med lastskåp, fast flak eller tippflak med en tippanordning under flaket. I specialutförande utrustades den som brandbil, ambulans, sopbil eller för persontransporter.